# 若杉弘
若杉 弘（わかすぎ ひろし、1935年5月31日 - 2009年7月21日）は、日本の指揮者。父は、外交官の若杉要で、ニューヨーク総領事（1937年 - 1940年）を経て、日米開戦時の駐米公使（1941年 - 1943年）を務めた。妻は、メゾソプラノ歌手の長野羊奈子。

## 人物・来歴
東京府生まれ。幼少時からピアノを学ぶ一方、演劇、オペラ、バレエに親しみ、高校時代には二期会などのオペラ団体でピアノ伴奏の経験を積んだ。
慶應義塾幼稚舎、慶應義塾普通部、慶應義塾高等学校を経て、慶應義塾大学経済学部に入学し、経済学を学びつつ学内の合唱サークル「混声合唱団楽友会」に所属した。音楽への思いを断ち切れずに慶大を中退し、1956年に東京芸術大学に入学し直した。東京芸大では声楽科で畑中良輔に師事する一方、伊藤栄一に指揮法を師事し、さらに伊藤の紹介で齋藤秀雄にも指揮法を師事した。その傍らコレペティトゥアや副指揮者としてさまざまなオペラ公演に参加した。1959年、声楽科から指揮科に転科して金子登に師事し、同年、二期会公演「フィガロの結婚」を指揮してオペラデビューした。
卒業後すぐにNHK交響楽団指揮研究員となり、カイルベルト、ロイブナー、マタチッチ、サヴァリッシュ、アンセルメ、マルティノン、エレーデなどの薫陶を受ける。
1963年3月に東京交響楽団を指揮してコンサートデビューした。 1977年にケルン放送交響楽団首席指揮者に就任した。以後は海外に活躍の場を広げ、ベルリン・フィルハーモニー管弦楽団、ミュンヘン・フィルハーモニー管弦楽団、バイエルン放送交響楽団、ボストン交響楽団、モントリオール交響楽団などに客演したり様々な要職を得るなど、クラシック音楽の中心地とも言えるドイツ語圏でアジア人指揮者の地位確立に貢献した一人であった。ヨーロッパで若手や中堅の指揮者に課される「現代音楽新作上演ノルマ」も若杉の腕前では問題がなかったため、次々とヨーロッパの現代音楽を初演した。
オペラ指揮者としての経歴は、ドイツにおいてダルムシュタット歌劇場、ドルトムント歌劇場を経てバイエルン国立歌劇場指揮者、ライン・ドイツ・オペラ（デュッセルドルフ/デュースブルク）音楽総監督 (GMD)、ドレスデン国立歌劇場およびドレスデン・シュターツカペレ常任指揮者などの要職を歴任した。また東西ドイツ分裂時代の末期にドレスデン国立歌劇場の次期音楽監督に任命されたが、直後のドイツ再統一のため劇場の運営体制が旧東側から旧西側へと移り、音楽監督の人事も白紙に戻されたため、実際にはその職に就くことはなかった。
日本では東京室内歌劇場芸術監督（創立発起人の一人でもある）、新国立劇場芸術参与、滋賀県立芸術劇場 びわ湖ホール芸術監督を歴任した。帰国後は、新作ではなく現代音楽の古典と呼ばれるものを次々と日本初演した。ベルント・アロイス・ツィンマーマンの「軍人たち」をレパートリー化した唯一の日本人として知られている。
2007年9月より新国立劇場の芸術監督に就任した（任期は2010年8月まで）。ここでは日本人作曲家のシリーズとして2008年に山田耕筰作曲の「黒船」を指揮、さらに2009年6月の清水脩作曲「修禅寺物語」を準備したものの健康悪化のため指揮を断念、代役の外山雄三が指揮した。
コンサート指揮者としては、前述のケルン放送交響楽団首席指揮者のほか、1965年に読売日本交響楽団常任指揮者、1986年から1995年まで東京都交響楽団音楽監督（1987年より首席指揮者兼務）、1987年から1991年までチューリヒ・トーンハレ協会の芸術総監督（1988年よりチューリヒ・トーンハレ管弦楽団の首席指揮者兼務）などを務め、1995年からその死までNHK交響楽団正指揮者を務めた。
2009年7月21日、多臓器不全のため東京都内の病院で死去した。74歳没。墓所は多磨霊園

## 受賞歴
芸術選奨文部大臣賞、日本芸術院賞、朝日賞、毎日芸術賞、サントリー音楽賞、モービル音楽賞、N響有馬賞ほか受賞多数。

## 音楽上の特徴
「プログラミングの時点で演奏会は始まっている」との信念のもと、時代背景・調性・文学・演奏機会といった観点から、世界に二つとない凝りに凝ったプログラム作り、あるいは聴衆に聴かれる機会の少ない作品をコンサート・オペラハウスで取り上げるのが特徴である。「マーラーと新ウィーン楽派」（1988年 - 1990年）、「ブルックナーとメシアン」（1996年 - 1998年）といったツィクルスを組んだことでも知られる。フランス物などの隔たりのない選曲が特徴である。

## 没時の主要タイトル
- 日本芸術院会員
- 東京室内歌劇場[6]芸術監督（1994年 - ）
- NHK交響楽団正指揮者（1995年 - ）
- 新国立劇場オペラ芸術監督（2007年9月 - ）
- 東京芸術大学名誉教授
- 桐朋学園大学特任教授

## 世界初演リスト
若杉には、これら以外にも多数の世界初演作品がある。
- シェッフェル：ヴァイオリンとオルガンとオーケストラのための『協奏曲B-A-C-H』（1984年[7]）
- 入野義朗：H.R.S.のためのトリオ'70
- 伊福部昭：ピアノと管絃楽のためのリトミカ・オスティナータ（1969/71年:改訂版初演）
- 別宮貞雄：『井筒の女』(2007)[8]
- 西村朗：オーケストラのための前奏曲（1974年[9]）
- 間宮芳生：オペラ『ニホンザル・スキトオリメ』（放送初演）

## 日本初演リスト
- ベルリオーズ：「ロメオとジュリエット」、「トロイアの人々」
- ワーグナー：「リエンツィ」[10]、「ラインの黄金」[11]、「ジークフリート」[12]、「神々の黄昏」、「パルジファル」[13]（以上全曲）、「妖精」、「恋愛禁制」（以上抜粋）、「使徒の愛餐」[14]
- ヴェルディ　「ドン・カルロ」（５幕版）、「群盗」、「ジャンヌ・ダルク（ジョヴァンナ・ダルコ）」、「アッティラ」、「エルナーニ」、「シチリアの夕べの祈り」、「十字軍のロンバルディア人」、「スティッフェリオ」、「海賊」
- グリーグ：「ペール・ギュント」（全曲）
- ヤナーチェク：「イェヌーファ」[15]
- マーラー：交響詩「葬礼」（交響曲第2番の原型）
- R・シュトラウス：「ナクソス島のアリアドネ」[16]、「ダフネ」[17]、「ダナエの愛」（演奏会形式）[18]
- ツェムリンスキー：交響詩「人魚姫」、詩篇第23番、抒情交響曲、メーテルリンクの詩による6つの歌曲
- シェーンベルク：「ペレアスとメリザンド」、「グレの歌」、「今日から明日まで」[19]、「期待」
- バルトーク：ピアノ協奏曲第1番
- ベルク：「抒情組曲」からの3楽章
- プーランク：「ティレジアスの乳房」
- バーバー：ピアノ協奏曲
- メシアン：「峡谷から星たちへ…」、「彼方の閃光」
- ブリテン：「ベニスに死す」[20]、「カーリュー・リヴァー」[21]
- ペンデレツキ：ルカ受難曲
- ブーレーズ：「ル・マルトー・サン・メートル」、「ノタシオンⅠⅣⅢⅡ」（1987年版）
- ツィンマーマン：「軍人たち」[22]

## 関連文献
- Belshazar. Musikdrama.Kirchner, Volker David, Harald Weirich (Libretto) Hiroshi Wakasugi (musikal. Leitung) u. a.:Verlag: München, Bayerische Staatsoper, 1986
- Programmheft Staatstheater Dresden, Staatsoper 1984/85. COSI FAN TUTTE von da Ponte, Mozart (Musik). Musikal. Ltg.: Hiroshi Wakasugi, Insz.: Joachim Herz, Bühnenbild/ Kostüme: Bernhard Schröter. Mit Barbara Hoene, Elisabeth Wilke, Andreas Scheibner, Armin Ude, Andrea Ihle, Gunther Emmerlich Verlag: Dresden Selbstverlag/ Union Druckerei 1987